# Mailly-Maillet
Mailly-Maillet település Franciaországban, Somme megyében. Lakosainak száma 638 fő (2022. január 1.). Mailly-Maillet Colincamps, Hébuterne, Auchonvillers, Bertrancourt, Courcelles-au-Bois, Englebelmer, Forceville és Hédauville községekkel határos.

## Népesség
A település népességének változása:
| Lakosok száma | 608  | 613  | 624  | 624  | 630  | 632  | 643  | 647  | 638  |
|               | 2013 | 2015 | 2016 | 2017 | 2018 | 2019 | 2020 | 2021 | 2022 |